# ケンモア (ワシントン州)
ケンモア（Kenmore）は、アメリカ合衆国ワシントン州キング郡の都市である。人口は2万3914人（2020年）。シアトルの北東12キロメートルに位置している。

## 概要
ワシントン湖の北端に位置しており、陸上と水上の交通結節点として古くから発展した。しかし法人化したのは1998年と比較的新しい。ケンモア港はワシントン湖では数少ない産業港である。ケンモア水上飛行場（en:Kenmore Air Harbor）は単独の水上飛行場としては全米最大規模の飛行場である。

## 地理
アメリカ合衆国統計局によると、総面積16.2 km2 (6.3 mi2) である。このうち16.0 km2 (6.2 mi2) が陸地であり、0.32 km2 (0.1 mi2) (1.60%) が水地である。

## 住民
2000年国勢調査では、人口18,678人、7,307世帯、4,961家族が暮らしている。人口密度は1,168.8/km2 (3,028.7/mi2) である。473.2/km2 (1,226.2/mi2) の平均的な密度に7,562軒の住宅が建っている。この都市の人種的な構成は白人86.70%、アフリカン・アメリカン1.39%、ネイティブ・アメリカン0.37%、アジア7.16%、太平洋諸島系0.18%、その他の人種1.24%、混血2.96%である。この人口の3.51%はヒスパニックまたはラテン系である。
全世帯のうち、18歳未満の子供と同居している世帯が3.5%、夫婦のみの世帯が56.1%、未婚女性の世帯が8.2%であり、32.1%は家族を持たない。個人名義の世帯主が24.1%、そのうち65歳以上が6.9%である。世帯ごとの平均人数は2.54人、家族ごとの平均人数は3.03人である。
18歳未満の未成年が24.5%、18歳以上24歳以下が7.5%、25歳以上44歳以下が31.9%、45歳以上64歳以下が25.8%、65歳以上が10.3%、平均年齢は38歳である。女性100人に対して男性は98.7人である。18歳以上の女性100人に対して男性は96.7人である。
この都市の世帯ごとの平均的な収入は61,756 USドルであり、家族ごとの平均的な収入は72,139 USドルである。男性は50,160 USドルに対して女性は35,570 USドルの平均的な収入がある。この都市の一人当たりの収入 (per capita income) は31,692 USドルである。人口の4.8%及び家族の5.7%の収入は貧困線以下である。全人口のうち18歳未満の7.7%及び65歳以上の4.1%は貧困線以下の生活を送っている。